# Papež Bonifacij IX.
Bonifacij IX., rojen kot Pietro Tomacelli je bil katoliški papež; * 1350 Neapelj (Neapeljsko kraljestvo, danes: Italija); † 1. oktober 1404, Rim (Italija, Papeška država – danes Vatikan).

## Življenjepis
Papež Bonifacij IX. je vladal kot rimski papež v času Zahodnega razkola. Za njegovo odpravo baje ni napravil veliko. Je pa odločno zaščitil Jude pred preganjanjem, ki ga je spodbujal njegov sodobnik avinjonski protpapež Benedikt XIII., ki je 1415 izdal celo tozadevno bulo Etsi doctoribus gentium. Bonifacij se je odlikoval tudi v podpiranju revnih družin s številnimi otroki.

### Mladost
Papež Bonifacij se je rodil kot Perrino (=Pietro) Tomacelli, v plemiški neapeljski družini okrog 1350 v Neaplju. Oče je bil najbrž Giacomo, mati pa je bila Gatrimola Filimarini. Po svojih lastnih besedah je obiskoval Studium Napoli, tj. Univerzo v Neaplju; verjetno je postal kanonik v neapeljski stolnici. Vsekakor ga je njegov predhodnik in rojak Urban VI. kmalu poklical v kurijo in 1381 imenoval za kardinala-diakona pri S. Giorgio in Velabro, a 1385 za kardinala-duhovnika pri S. Anastasia.

## Papež
Po dolgotrajnem konklavu v Rimu ga je 13 kardinalov rimske veje izvolilo 2. novembra 1389 za papeža kot sporazumno osebnost, a 9. novembra je bil umeščen in kronan. Kardinali so dolgo čakali v upanju, da bo iz Avignona prišel znak, da ne bodo volili novega papeža; pričakovali so, da se bo Benedikt XIII. prostovoljno odpovedal, in da bi potem obojni kardinali skupaj volili enotnega papeža za celotno krščanstvo. Pedro de Luna pa je trmasto vztrajal na papeškem avinjonskem sedežu, in zato tudi rimskim kardinalom ni ostalo drugega kot volitve Urbanovega naslednika. 

Utrdil je gospostvo papeštva nad Rimom in Cerkveno državo in obnovil utrdbe okoli Vatikana, Angelskega gradu in na Kapitolu. Občutno je podlegel nepotizmu. Za obnovitev cerkvene edinosti si ni prizadeval. Benedikt XIII., Klemenov avignonski naslednik, mu je sicer predlagal, naj bi se sestala in se pogovorila, kar pa je Bonifacij zavrnil. Benedikt se je namreč zanašal na svojo umsko nadmoč in je bil prepričan, da bo lahko pregovoril svojega nasprotnika k odstopu in tako zavladal sam, toda tudi on ni pokazal kakega navdušenja nad srečanjem.

### Povrnitev oblasti nadRimominPapeško državo
V nasprotju s svojim prednikom je začel Bonifacij IX. gojiti dobre odnose z Neapeljskim kraljestvom. Čeprav ga je protipapež Klemen VII. namenil anžujskemu kralju Ludviku, je leto za tem na ta prestol pripeljal Bonifacij mladega Ladislava Dračkega, sina umorjenega Karla Dračkega, in tako pridobil Neapelj za rimsko obedienco. 

Iz Rima je moral Bonifacij najprej bežati zaradi zarote, ki jo je naščuval protipapež Klemen; kmalu pa si je pridobil naklonjenost Rimljanov, ki jo je bil izgubil Urban VI. 1398 so ne le priznali njegovo oblast nad Rimom, ampak so se - vsaj začasno - odpovedali svobodni rimski republiki. Rim je kmalu spremenil svojo podobo: postal je utrjeno in varno mesto. Angelski grad – obdan z obzidjem, obrambnimi stolpi in opazovalnicami, je postal dragoceno zavetišče papežem ob nepričakovanih napadih najemnikov. V Papeški državi je utrdil svojo oblast s tem, da je imenoval za upravnike tiste »gospode«, ki so si oblast bili prisvojili v prejšnjem obdobju – nekatere pa je nadomestil s svojimi sorodniki. Tako je do 1401 prišel pod papeško nadoblast Lacij, do 1403 pa celotna Papeška država. 

### Sveto leto
Gibanje »belih« (»bianchi«) spokornikov, flagelantov ali bičarjev, ki so imeli za geslo »pace e misericordia« ("mir in usmiljenje"), se je začelo nekje v Zahodnih Alpah. Pripadniki so nosili bele plašče in kapuce ter rdeč križ; do Genove so prispeli na začetku julija, prek srednje Italije pa 7. septembra 1399 (čudež krvi v Sutriju 6. septembra) v Rim in papež se je začel ne brez razloga bati za življenje zaradi zbiranja nepreračunljivih pobožnjakarjev. Zato je izrabil priložnost, ko se je pokazalo, da je bil eden od čudežev krvi prevara, da je gibanje prepovedal. 

Medtem ko se je gibanje »belih« omejilo na Italijo, je sveto leto 1400 zajelo naravno vse krščanstvo, tudi avinjonsko obedienco, ki je sicer previdno ovirala sveto leto 1390, ki ga je razglasil rimski papež Urban VI. On je takrat skrajšal jubilejno obdobje s petdesetih na 33 let. 

Nemirna vest evropskih kristjanov, ki sta jo še bolj vzenmirjala kuga in razkol, je našla ravno v svetem letu priložnost za zveličanje duše, za katero ni skrbel niti papež niti protipapež. Kljub zadržanosti avinjonskega papeža Benedikta XIII. in francoskega kralja Karla Ljubljenega so se zlili neštevilni romarji iz cele Evrope proti Rimu, kamor je prodirala tudi kuga, ki se je pojavila leto prej in terjala številne smrtne žrtve. Papež Bonifacij IX. je sicer 15. marca 1400 izrečno zatrdil, da ne bo razglašal nikarkršnega jubileja; vendar je polagoma popuščal in začel delite nove svetoletne odpustke, vendar omejeno in pogojno. Polagoma je začel izkoriščati jubilejno leto ne toliko z denarnega vidika – kar je bilo bolj poudarjeno 1390 – ampak predvesm, da bi poudaril svoj ugled in avtoriteto glede na Avignon: in tako se je končno »odebelil z jubilejem« v vsakem oziru, kot se je pritoževal takratni aragonski odposlanec v Parizu. 

### Odnos doJudov
Njegovo papeževanje je bilo zelo naklonjeno Judom na splošno, in še posebej rimskim Judom. Glede nanje je objavil več bul: 
1. dne 2. julija 1389 je potrdil Judom naklonjeno bulo “Sicut Judæis”
2. dne 6. aprila 1397 je zajamčil posebne pravice judovskemu rimskemu zdravniku Manuelu in sinu Angelu.
3. dne 15. aprila 1402 je podelil posebne pravice in olajšave rimskim Judom.

Na zahtevo rimskih Judov je Bonifacij izdal bulo, v kateri ukazuje senatorjem, konservatorjem in vsem drugim mestnim uradnikom, naj varujejo Jude od težkega dela, napadov in nasilja pod kaznijo izobčenja in denarne kazni v višini tisoč zlatih goldinarjev. Judom ni treba več nositi značke. Nobenega Juda ne sme nadlegovati preprost sklep inkvizitorja, razen če je potrjen s pečatom kurije. Bula določa, da je treba “vse Jude in Judinje, ki prebivajo v mestu in stanujejo tam s svojimi družinami, smatrati za rimske državljane.” 

Bonifacij je pokazal posebno naklonjenost do židovskih zdravnikov Angela di Manuele ter Solomona de Sabaduchio iz Perugie. Senat je 1376 oprostil nju in njune družine, ki so živele v predelu Trastevere, vseh pristojbin, zaradi uslug, ki so jih izkazovale rimskim meščanom in zlasti revežem. To ugodnost je potrdil senat 8. avgusta 1385 ter določil židovski skupnosti zmanjšanje plačila 30 florinov za Manuelove in Angelove pristojbine. 1. julija 1392 za svojega »familiaris« (= »družinskega člana«) in osebnega zdravnika. Z bulo aprila 1399 je potrdil posebna priznanja, ki jih je rimska občina podelila prek senata Angelu in njegovemu očetu. 23. oktobra 1392 je bil imenovan zdravnik Solomone de Sabalduchio za njegovega »familiaris«a ter mu je podelil veliko uslug.

### Bitka pri Nikopolju
Leta 1394 je Bonifacij IX. kljub svojemu nezavidljivemu položaju ob politični razdeljenosti v Evropi in neenotnosti v katoliški Cerkvi razglasil novo križarsko vojno proti Turkom. Cilj je bil – popoln izgon Osmanov z Balkana in Evrope ter osvojitev Jeruzalema. Stvari so šle pa čisto drugim tokom.

Anglija in Francija, takrat v premirju ob stoletni vojni, sta se uspeli dogovoriti za njeno financiranje; uspešno so potekala tudi pogajanja za skupno poveljevanje vitezev z ogrskim kraljem Sigismundom Luksemburškim. To je bila tudi edina zadeva, v kateri so rimski papež Bonifacij IX. in papeža avinjonske veje – tako Klemeno VII. kot njegov naslednik Benedikt XIII. – soglašali.

Razglasitev križarske vojne je vzbudila po Evropi veliko navdušenje. Aprila 1396 se je skupina 10.000 Burgundcev, v glavnem konjenice, pod vodstvom vojvoda Ivana Neustrašenega, poleg njih pa še skupina tisoč angleških vojakov, odpravila na Ogrsko. V Regensburgu se jim je pridružilo 6000 vitezov iz nemških pokrajin, na Dunaju pa še vojaki iz avstrijskih dežel, med njimi tudi slovenski vojščaki, katere je predvodil celjski grof Herman II. V Budimu so se združili z vojsko ogrskega kralja Sigismunda, ki je štela okrog 60.000 ljudi. Tako se je združena križarska vojska, kateri so se priključili še Vlahi in Transilvanci, napotila proti Nikopolu. Medtem je flota Benečanov, Genovežanov in Rodoških vitezov po Donavi priplula pred Nikopol, kjer se je 10. septembra srečala s križarji ivanovci.

Križarji so začeli oblegati Nikopol na Donavi, vendar ga zaradi njegove odlične lege brez oblegovalnih naprav niso mogli zavzeti. Tedaj je prišel na pomoč oblegancem še sultan Bajazid ki je moral tako pustiti obleganje Carigrada; na poti se mu je pridružil še srbski vazal Stefan Lazarević. 

25. septembra so krščanski vitezi-konjeniki prešli v napad – kljub Sigismundovemu svarilu, naj počakojo raje nasprotnika, in tako ostanejo v obrambi, v napad pa bi šla lahka kraljeva pehota. Postavljen pred usodno dejstvo je tako ogrski kralj ostal v sredini, Transilvance poslal na desno krilo, Vlahi pa so oblikovali njegovo levo krilo. Na drugi strani je Bajazid oblikoval svojo osrednjo črto s stražno konjenico, lokostrelci in janičarji. 

Konjeniki so morali zaradi zakopanih kolov razjahati, same kole pa odstranjevati pod ploho sovražnih puščic. Ko je Sigismund dojel brezupen položaj, je vitezem pohitel pogumno na pomoč, in tako so skupaj uspešno prodirali do turške vojske; ko so jo po hudem boju že skoraj premagali, se je vključilo 15.000 spočitih Srbov, ki so na sultanovo zapoved zahrbtno napadli krščansko vojsko ter ji tako zadali smrtni udarec.

Sigismund se je s pomočjo celjskega grofa Hermana II. in njegove vojske komaj uspel rešiti iz obroča ter se odločil za umik. Uspelo mu je doseči Benečane, ki so ga z ladjo prepeljali na varno. Med njegovim odhodom mu je sultan uprizoril žalostno slovo s celodnevnim mučenjem in obglavljanjem 3000 zajetih kristjanov, katerih krike so odhajajoči kralj in njegovi spremljevalci morali poslušati, ne da bi jim mogli kakorkoli pomagati. Poštedil je le najuglednejše voditelje v upanju, da bo dobil zanje bogato odkupnino. Sigismund je sumil pravoslavne Vlahe za izdajstvo in je zato odpotoval domov prek Črnega, Egejskega in Jadranskega morja. 

Ta poraz krščanske vojske od strani muslimanskih Turkov in njihovih ubogljivih pravoslavnih vazalov je pokazal Evropi, kako usoden je za kristjane zahodni in vzhodni razkol in kako ima krščanstvo opraviti z nevarnim nasprotnikom, ki mu je ta zmaga odprla pot k novim osvajanjem in 1453 k zavzetju Carigrada.

### Papež Bonifacij in Slovenci
V upanju na srečno vrnitev iz usodne bitke pri Nikopolju 1396 so kralj Sigismund, celjski grof Herman II. in ptujski grof Ulrik IV. storili zaobljubo, da bodo postavili Marijino cerkev na Ptujski gori, kar so tudi uresničili in so tam tudi upodobljeni; gradnjo cerkve so začeli 1398.
Ohranila se je tudi listina iz katere lahko razberemo, da je papež Bonifacij IX. 1398 dovolil Ulriku Walseejskemu  postaviti cerkev na Ptujski gori.. Cerkev stoji še danes in je glavna romarska božja pot Mariborske nadškofije, ki jo upravljajo minoriti.
28. februarja 1393 je Celjskim grofom dovolil patronat nad župnijami sv. Martina v Laškem, sv. Martina na Ponikvi, Leskovcu, sv. Križa v Rogatcu, sv. Ruperta pri Mokronogu in nad župnijo Vodice. Spor zaradi cerkniške župnije, ki jo je oglejski patriarh Ludvik  izročil kartuziji Bistri, je 1395 razsodil v korist Bistre. 22. marca 1401 je cistercijanska samostana v Stični in Kostanjevici oprostil dajatev za rimsko kurijo. Kostanjeviškega opata Alberta, ki se je sprl z nekaterimi menihi in s svetno duhovščino na samostanskih župnijah, je 1403 izobčil in nad samostanom izrekel interdikt.

## Zahodni razkol
Zahodni razkol imenujemo obdobje v cerkveni zgodovini, ko je katoliška Cerkev imela dva ali celo tri papeže. Nastal je leta 1378 in ni bil verske ali nravne narave, ampak so ga povzročili človeški dejavnik, politične razmere in iskanje primernih oseb za to vzvišeno službo. Ko so kardinali pod hudim pritiskom rimske drhali izvolili 1378 Italijana Urbana VI., najprej nič ni kazalo na razkol. Izgleda, da je novemu papežu čast stopila v glavo in se je začel obnašati oblastno, arogantno in ne meneč se za predloge kardinalov - v nasprotju s svojim prejšnjim vedenjem, ki je bilo spoštljivo in uglajeno. 

Vse je že kazalo, da se bodo razmere le umirile, ko so nasprotovanja med Urbanom VI. in kardinali (ki so ga skoraj vsi malo prej volili) prerasla v upor. Vsi francoski kardinali, ki so se jim kasneje pridružili tudi trije italijanski, so odšli iz Rima pod pretvezo, češ da njihovemu zdravju škoduje »puščavski in nezdravi Rim, ter da bi mogli zadihati veselje mesta na Roni«. Ko so prišli v Anagni, so vsemu krščanskemu svetu poslali sporočilo: zaradi oboroženega nasilja rimske sodrge se kardinali v konklavu niso mogli svobodno odločati, zato razglašajo izvolitev Urbana VI. za neveljavno. Poleg tega so kardinali zatrdili, da Urban zaradi duševnih motenj ni sposoben za najvišjo službo v Cerkvi; če namreč papež ni prišteven, po cerkvenem pravu ne more več opravljati svoje službe.
20. septembra 1378 so v Fondiju na ozemlju Neapeljskega kraljestva izvolili drugega »zakonitega« papeža, ženevskega kardinala Roberta, ki si je izbral ime Klemen VII.. Tudi nekateri italijanski kardinali, ki pri volitvah niso sodelovali, so ga priznali za papeža. Kljub pomirjevalnim pobudam sv. Katarine Sienske in Brigite Švedske se je Urban VI. odzval neobvladano: imenoval je 29 kardinalov različnih narodnosti in s pomočjo najemnika Alberika Barbianskega 29. aprila 1379 porazil pri Marinu Klemenovo vojsko. Klemen VII. se je takoj odpravil v Avignon, kjer si je uredil svoj papeški sedež – in tako je prišlo do zahodnega razkola. Francija, Neapelj, Savoja, Španija in Portugalska, kakor tudi Sicilija in Škotska, so priznavali Klemena; Sveto rimsko cesarstvo, srednja Italija, Anglija, Ogrska, Skandinavija, Poljska in druge slovanske dežele pa so priznavali Urbana. To nenaravno stanje je trajalo skoraj štiri desetletja (1378–1417) in prizadejalo ugledu papeštva nepopravljivo škodo. Dvojni papeški dvor je terjal nove dajatve in tudi podelitve nadarbin so postale svojne ter tako podvržene podkupovanju.
Razkol je v krščanstvo vnesel nepopisno zmedo; nihče ni več vedel, kdo je pravi papež in končalo se je z medsebojnim izobčenjem, da je bilo tako rekoč celo krščanstvo izobčeno. Tudi veliki ljudje tistega časa so se različno odločali: npr. sv. Katarina Sienska (1347–1380), sv. Katarina Švedska (1331–1381) in njena hčerka Brigita so zagovarjale Urbana, medtem ko so smatrali za zakonitega papeža Klemena sv. Vincenc Fererski (1350–1419), bl. Peter Luksemburški (1369–1387) in sv. Koleta (1381–1447).
Med seboj so bili razdeljeni narodi, škofije in redovi. Kakor tega vprašanja niso mogli razrešiti sodobniki, tako ga vse do danes niso mogli razjasniti ne pravniki ne zgodovinarji. Današnji uradni seznam navaja med zakonitimi papeži rimsko vejo, in sicer Urbana VI. in njegove naslednike Bonifacija IX., Inocenca VII. in Gregorja XII.; Klemena VII. in njegovega naslednika Benedikta XIII. pa prišteva med protipapeže.

### Bonifacijev odnos do razkola
Glede njegovega odnosa do avinjonskega tekmeca so mnenja deljena. Nekateri menijo, da si za obnovitev cerkvene edinosti ni nič prizadeval; drugi pa nasprotno menijo, da si je po nagovarjanju svojih somišljenikov in tudi nasprotnikov sicer prizadeval za rešitev nevzdržnega stanja, vendar na svoj način. Zato so bila vsa dolga razpravljanja jalova, pogovori pa brezuspešni, saj nasprotnik ni imel resne volje, da bi prišlo do sprave – pa tudi on sam ne; preveč si je namreč bil v svesti in je to tudi neutrudno poudarjal, da je on kot rimski škof in naslednik apostola Petra edino pravi papež in je zato načelno zavračal kakršnokoli drugo pomisel ali rešitev, pa najsi je prišla od kogarkoli ali od koderkoli. 

Kljub temu pa je avinjonski papež le poskušal nemogoče in poslal na pot tozadevno poslanstvo. Po izredno dolgem potovanju so se 19. septembra 1404  torej pojavili v Rimu štirje poslanci avinjonskega protipapeža Benedikta XIII.; vodil jih je senponški škof Pierre Ravat. Pregovorili naj bi rimskega papeža Bonifacija IX. k odstopu ali vsaj k srečanju prek opolnomočencev z Benediktom na neopredeljenem ozemlju; v primeru smrti pa kardinali naj ne bi izvolili novega papeža. Najbrž poslancev ni sprejel preveč ljubeznivo; le-ti so mu namreč med prepirom, ki je sledil uvodnim predlogom, očitali še simonijo; to ga je tako razburilo, da ga je 29. septembra kap in tako se je po dveh dneh preselil v boljše življenje.

## Dela
- 7. oktobra 1391 je prištel k svetnikom Brigito Švedsko.
- 1391 je ustanovil Univerzo v Ferrari, 1398 v Fermu, a 1392 je potrdil Univerzo v Erfurtu.
- 1395 je potrdil gibanje »devotio moderna«, ki ga je ustanovil Nizozemec Gerard Groote (1340–1384) in so njegovi člani postali »avguštinski kanoniki«; pozneje pa so se združili v windesheimsko družbo.[20]
- V dveh konzistorijih je imenoval dvakrat po štiri kardinale. V prvem, 18. decembra 1389, je bil imenovan tudi bolonjski škof in vice-kancler rimske Cerkve Cosmato Gentile de'Migliorati, ki je postal 17. oktobra 1404 papež Inocenc VII. rimske veje. V drugem, 27. februarja 1402, pa je bil imenovan apostolski protonotar Baldassare Cossa, ki je postal 17. maja 1410 protipapež Janez XXIII. in ga je odstavil konstanški koncil 29. maja 1415.

## Smrt in spomin
Umrl je 1. oktobra 1404 v Rimu. Rimljani so se tako razjezili na nerodne avinjonske poslance, da so jih vrgli v ječo in malodane umorili. 

Pokopan je v Baziliki svetega Petra v Vatikanu. 1507 so njegov grob v stranski severni ladji sv. Petra razdrli in ni od njega ostalo ničesar. 

Rimska občina se je takoj po smrti potrudila, da bi oprala ponižanje iz leta 1398, ko je njene pristojnosti prevzel papež. Colonna in Orsini sta se spopadla na rimskih ulicah, kot se ni dogajalo že od časov Cola di Rienza. Le posredovanje neapeljskega kralja Ladislava, ki si ga je kupil za drag denar novi papež Inocenc VII., je le s težavo sprte strani pomirilo 27. oktobra 1404.

### Ocena
Bonifacij IX. je bil v vseh pogledih pravo nasprotje svojega predhodnika Urbana VI., čigar kolerični značaj, prenapetost in krutost so hudo škodovali koristim Cerkve kakor tudi še posebej samim kardinalom. Čeprav mu je bilo tuje preveč osebno vladanje, se pa vendarle ni nikoli pokazal kot stvaritev kardinalskega zbora, ki ga je dal zmanjšati na najnižje število desetih imen. Zmagovit in uspešen v družbenih odnosih, priložnostno tudi nasprotnik protokola in obdarjen z naravno zgovornostjo je bil papež -  neoporečen v svojem zasebnem življenju in baje le slabo izobražen – vendarle vedno neutrudno posvečen svojim dolžnostim. 